# نيناد ديديتش
نيناد ديديتش هو لاعب كرة قدم كرواتي في مركز ظهير ‏، ولد في 2 فبراير 1990 في سيساك في كرواتيا. لعب مع بانيك أوسترافا وجيلييزنيتشار ساراييفو ونادي سيغيستا.

## وصلات خارجية
- نيناد ديديتش على موقع قاعدة بيانات كرة القدم.إي يو (الإنجليزية)
- نيناد ديديتش على موقع Soccerway.com (الإنجليزية)